# Salusa Secundus
Salusa Secundus je fiktivní planeta z románové série Duna Franka Herberta. Je třetí planetou v soustavě Gamma Waiping a rodným světem imperiálního rodu Corrinů. Několik tisíc let byla i sídlem imperiálního dvora, než byla zničena atomovým útokem neznámého renegátského rodu. Poté se imperiální dvůr přesunul na Kaitan a Salusa Secundus byla užívána jako vězeňská planeta. 

## Přírodní podmínky
Podmínky pro život jsou na Saluse velmi nepříznivé. Kvůli vysoké radioaktivitě, způsobené atomovým útokem, zde žijí zmutovaná zvířata, například ohromní zuřiví saluští býci nebo nebezpeční lazánští tygři. Kromě toho se zde nacházejí internovaní, doživotně odsouzení vězni, z nichž jsou rekrutováni fanatičtí imperiální vojáci, nazývaní sardaukaři. 

## Historie
V době Služebnického džihádu byla Salusa Secundus centrem Ligy vznešených. Pocházela odtud Serena Služebnice, hlavní kněžka Služebnického džihádu, z jejíhož příbuzenstva pocházel Fajkán Služebník, který po bitvě o Corrin přijal jméno Corrino a stal se zakladatelem imperiálního rodu. 
Centrem Impéria byla po několik tisíciletí, než byla poničena útokem neznámého rodu a imperiální dvůr se přestěhoval na Kaitan. V románu Paul z Duny je odhaleno, že oním renegátským rodem, jehož jméno bylo vymazáno z dějin, byli Tantorové (Vergyll Tantor byl padlým hrdinou Služebnického džihádu a nevlastním mladším bratrem Xaviera Harkonnena). Po zavržení se zbylí členové rodu přejmenovali na Moritani a postupně se znovu stali významným šlechtickým rodem, vládci planety Grummanu. 
Ze Salusy pocházel imperiální planetolog Pardot Kynes, odpovědný za ekologickou transformaci Arrakis.
Po porážce imperátora Shaddama IV. na Arrakis se Salusa secundus stala exilovým domovem všech členů rodu Corrino. Paul Atreides ji přestal jako vězeňskou planetu užívat, takže imperiální rod přišel o většinu sardaukarů, které definitivně rozpustil Paulův syn Leto II.